# Des squelettes dans le placard
 (avril 2016).
Si vous disposez d'ouvrages ou d'articles de référence ou si vous connaissez des sites web de qualité traitant du thème abordé ici, merci de compléter l'article en donnant les références utiles à sa vérifiabilité et en les liant à la section « Notes et références ».
Des squelettes dans le placard est une émission de télévision québécoise animée par Patrice L'Écuyer et diffusé du 1er mai 2006 au 5 septembre 2019 sur ICI Radio-Canada Télé.

## Concept
Le concept est similaire à l'ancienne émission Les Détecteurs de mensonges, à chaque émission, trois personnalités révèlent un secret embarrassant, un squelette dans leur placard. Afin d'élargir les possibilités, l'équipe de l'émission ajoute un quatrième squelette. Le but est de déterminer lequel est inventé et attribuer chacun des squelettes à son propriétaire, malgré les histoires, souvent inventées des invités.